# Bayabusua clarkei
Bayabusua clarkei är en gurkväxtart som först beskrevs av George King, och fick sitt nu gällande namn av W. J. J. O. de Wilde. Bayabusua clarkei ingår i släktet Bayabusua och familjen gurkväxter. Inga underarter finns listade i Catalogue of Life.